# Замок Эребру
Замок Эребру — средневековый каменный замок в городе Эребру, один из наиболее известных и исторически значимых замков Королевства Швеция. Расположен в центре города на острове посередине реки Свартон.

## История
Точная дата основания замка в настоящее время неизвестна. По данным источника XVIII века, первая средневековая крепость на этом месте была построена в середине XIII столетия — этим временем и принято датировать основание замка. Традиционно закладку старейшей части замка и сторожевой башни связывают с именем ярла Биргера, воевавшего с Новгородской республикой и, по некоторым данным, лично участвовавшего в Невской битве 1240 года.
В XIV веке, при короле Магнусе Эрикссоне замок значительно расширяется и укрепляется. Построены трёхэтажные жилые корпуса, составившие северное и западное крыло замка. Сторожевая башня по-прежнему остаётся самой высокой точкой города Эребру. В течение XIV—XVI веков замок выполняет функции оборонительного укрепления на реке Свартон, служащей важным торговым путём, и осаждается в ходе шведских междоусобных войн не менее 9 раз. В результате последней осады 1522 года, длившейся 9 месяцев, замок переходит к Густаву Вазе, будущему королю Швеции.
Именно в этом замке король Густав I Ваза в 1540 году утвердил наследственную монархию.
После смерти Густава I Вазы замок Эребру достаётся его третьему сыну, будущему королю Карлу IX. Герцог Карл приложил большие усилия и средства к реставрации замка, значительно обветшавшего и повреждённого военными действиями. В течение нескольких десятилетий замок был перестроен в стиле ренессанса по образу французских дворцов и к 1625 году приобрёл современный вид. Вокруг замка выросла крепостная стена с четырьмя пушечными башнями, массивными воротами и деревянным мостом. После вступления на трон король Карл IX подолгу жил здесь вместе с двором и даже созывал в Эребру Риксдаг. В 1611 году в замке был коронован сын Карла IX, король Густав II Адольф.
Однако последующие шведские монархи постепенно теряли интерес к замку, утратившему своё стратегическое значение.
В XVII—XVIII веках в стенах замка располагалась тюрьма, где содержались преступники и военнопленные; зерновой и оружейный склады. В 1738 году одна из башен замка обрушилась и он вновь потребовал реставрации. Теперь он был перестроен в стиле рококо под руководством архитектора Карла Хорлемана; крепостная стена была разобрана, деревянный мост заменён на каменный. С 1760-х годов замок становится резиденцией губернатора лена.
В 1810 году замок вновь сыграл видную роль в истории Швеции. Именно здесь король Карл XIII объявил о передаче шведского престола Жану Батисту Бернадоту, будущему Карлу XIV Юхану, основателю современной династии шведских королей.
В конце XIX века в Швеции были сильны национально-романтические настроения, и было принято решение вернуть замку первоначальный ренессансный облик. Образцами для очередной реставрации послужили ровесники замка Эребру — замок Грипсхольм и замок Вадстена, — не подвергавшиеся существенной перестройке. Восстановление первоначального облика замка, по-прежнему служившего резиденцией губернатора, было закончено к 1900 году.
С 1935 года замок Эребру объявлен национальным памятником Швеции.
В настоящее время в помещениях на четырёх этажах замка расположены административные и офисные помещения, залы краеведческого музея, школьные классы, гостиничные номера, конференц-залы; несколько исторических залов отданы под рестораны. Замок открыт для посещения туристами.

## Архитектура

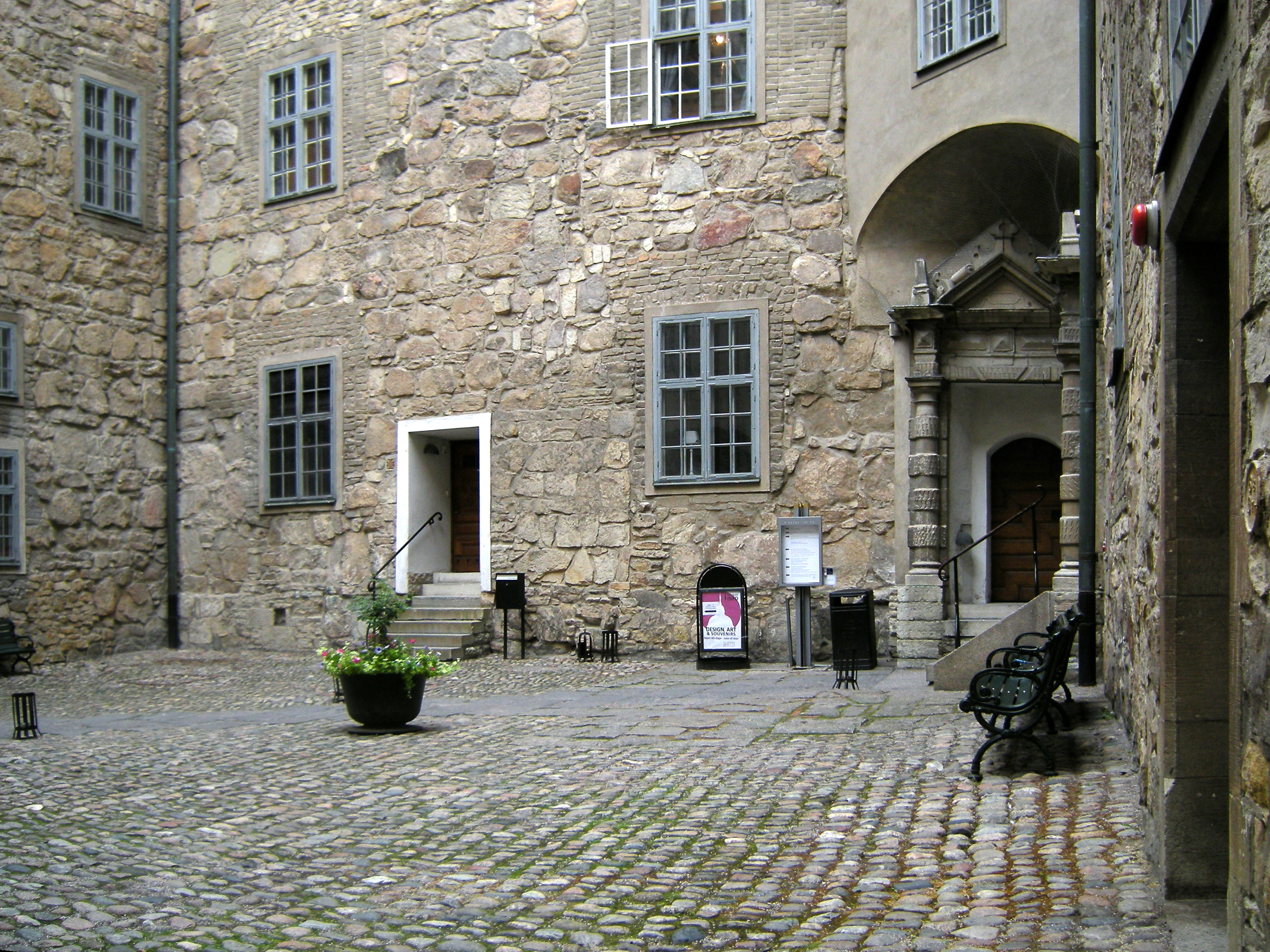
Внутренний двор замка

Замок Эребру занимает весь остров и имеет форму четырёхугольника размером 48 х 27 метров, с круглыми башнями по углам. Высота башен около 30 метров, башни соединены валами двухметровой толщины. С северной стороны замка сохранилась часть разобранной в XVIII веке семиметровой крепостной стены. Замок и город соединяются каменным мостом.